# Наута Тамара Федорівна
Тамара Федорівна Наута (15 грудня 1931, село Тишківка, тепер Добровеличківського району Кіровоградської області — 30 грудня 2016, село Тишківка Добровеличківського району Кіровоградської області) — українська радянська діячка, голова виконкому Новоархангельської районної ради Кіровоградської області. Депутат Верховної Ради УРСР 9—10-го скликань. Член Президії Верховної Ради УРСР 10-го скликання.

## Біографія
Освіта вища. У 1956 році закінчила Кіровоградський державний педагогічний інститут імені Пушкіна.
У 1956—1966 роках — учитель, директор Кіровської середньої школи Маловисківського району Кіровоградської області.
Член КПРС з 1959 року.
У 1966—1970 роках — завідувачка Новоархангельського районного відділу народної освіти Кіровоградської області.
У 1970—1973 роках — заступник голови виконавчого комітету Новоархангельської районної ради депутатів трудящих Кіровоградської області.
У 1973—1987 роках — голова виконавчого комітету Новоархангельської районної ради народних депутатів Кіровоградської області.
Потім — на пенсії в селищі Новоархангельськ Кіровоградської області.

## Нагороди
- ордени
- медалі